# چومالیا
چومالیا (به لاتین: Chumalya) یک منطقهٔ مسکونی در روسیه است که در باشقیرستان واقع شده‌است.